# 王臨
王臨（前9年—21年），王莽之第四子，母亲是王莽的正妻王氏，劉歆的女婿。

## 生平
公元4年，王临被封为赏都侯，9年，新朝建立，因为三子王安恍惚糊涂，王莽立四子王临為太子。20年，封王安为新迁王，立王临为统义阳王。
21年正月，王莽皇后去世，王臨與母親的侍女原碧有姦情，王莽也跟原碧私通過，後王臨惟恐事發，與原碧密謀殺死王莽。事情被王莽知道後，将原碧抓起来拷打讯问，原碧將私通之事全部招认，王莽為遮掩家醜，把參與的拷讯的官员殺掉，然後賜兒子毒藥自盡，臨不肯飲，最后引剑自杀，賜諡缪王。